# Автомагістраль G20 Циндао– Їньчуань
Автомагістраль Ціндао–Іньчуань (кит.: 青岛—银川高速公路), яка позначається як G20 і зазвичай називається швидкісною магістраллю Ціньїнь (кит.: 青银高速公路) — швидкісна дорога, що з'єднує міста Ціндао, Шаньдун, Китай, і Їньчуань, Нінся. Простягається на 1600 км у довжину.

## Маршрут
Маршрут автомагістралі проходить через такі міста: 
- Циндао, Шаньдун
- Вейфан, Шаньдун
- Цзибо, Шаньдун
- Цзінань, Шаньдун
- Шицзячжуан, Хебей
- Тайюань, Шаньсі
- Район Ліші, Люлян, Шаньсі
- Повіт Цзінбянь і округ Дінбянь, Юлінь, Шеньсі
- Іньчуань, Нінся